# Łosiatyn
Łosiatyn (ukr. Лосятин) – wieś na Ukrainie w rejonie krzemienieckim należącym do obwodu tarnopolskiego.
Urodził się tu prawosławny metropolita iwanofrankiwski i kołomyjski Serafin (Zaliznicki).